# الجريمة في فرنسا

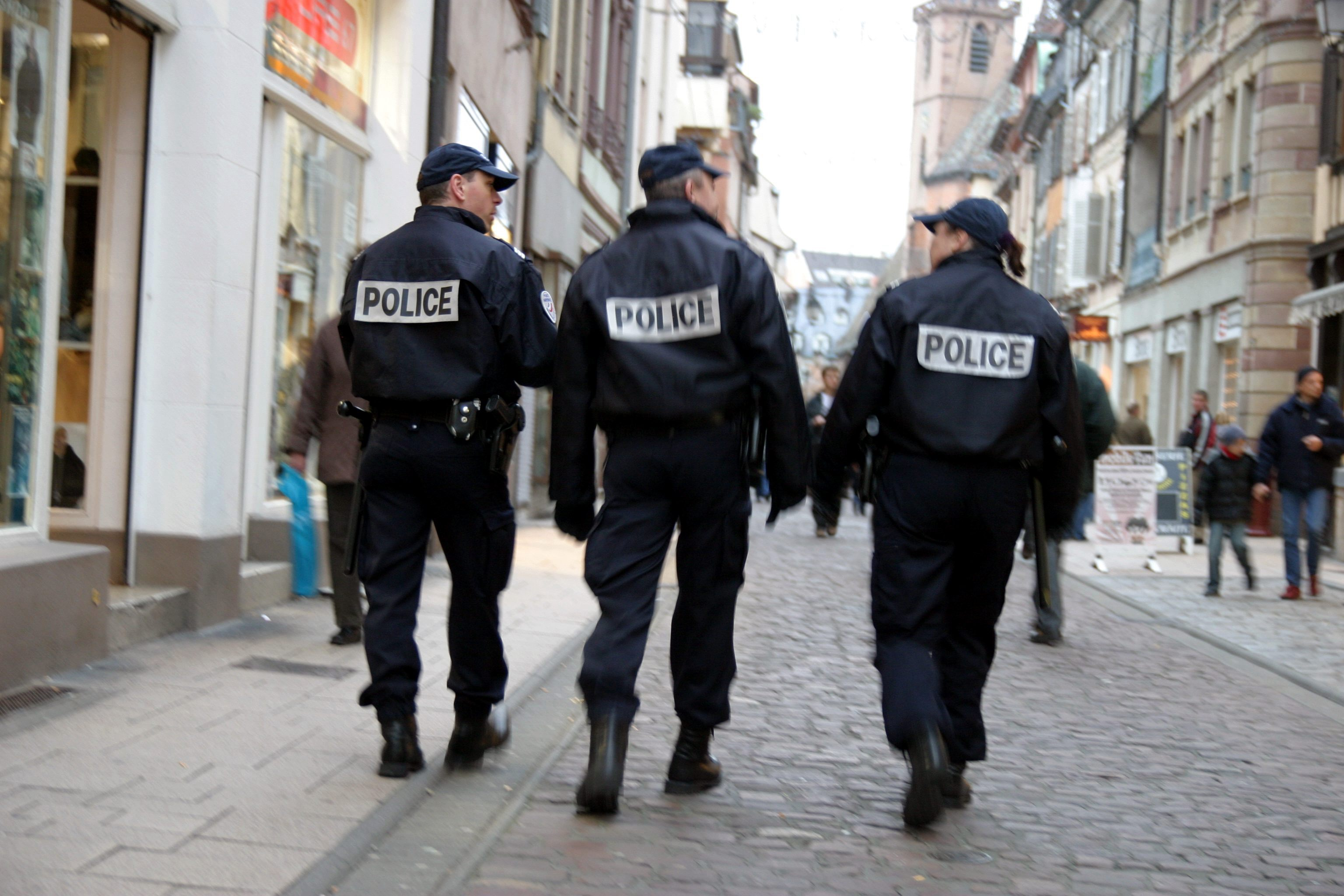
الشرطة الوطنية الفرنسية في دورية راجلة.

يتم مكافحة الجريمة في فرنسا من قبل مجموعة من وكالات إنفاذ القانون الفرنسية.

## الجريمة حسب النوع

### جرائم القتل
على الرغم من تذبذب معدل جرائم القتل في فرنسا بشكل كبير في السنوات الأخيرة ، إلا أنها مالت إلى الانخفاض خلال الفترة 2000-2014 منتهيةً عند 1.2 حالة لكل 100000 نسمة في عام 2014.
وقعت العديد من الهجمات الإرهابية في فرنسا ، خاصة منذ منتصف السبعينيات فصاعدًا. وتشمل هذه تفجيرات فرنسا عام 1995 وهجمات إيل دو فرانس في يناير 2015 وهجمات باريس في نوفمبر 2015 وطعن ماجنانفيل 2016 وهجوم شاحنة نيس 2016 وهجوم كنيسة نورماندي 2016 وهجوم سكين باريس 2018. كانت هذه الهجمات أحد أسباب تذبذب معدل جرائم القتل بعد عام 2014.
في سبتمبر 2018 ، قُتل قائد شرطة حتى الموت طعنا في مدينة روديز. قال كريستيان تيسيدر ، عمدة روديز: «كان المهاجم معروفًا للشرطة. لقد قام بتشويه باب قاعة المدينة في 11 أبريل / نيسان».
في 31 آب / أغسطس 2019 ، قُتل رجل يبلغ من العمر 19 عامًا طعناً وأصيب ثمانية آخرون ، في فيلوربان ، ليون. ونفذ الهجوم رجلان مسلحان بسكين وسيخ.
في 29 أكتوبر / تشرين الأول 2020 ، قال رئيس البلدية كريستيان إستروسي إن 3 أشخاص قتلوا وأصيب عدد آخر في هجوم إرهابي مشتبه به داخل كنيسة نوتردام في مدينة نيس الفرنسية. يزعم المسؤولون أن هذا كان هجومًا إرهابيًا.

### جرائم الاغتصاب
في عام 1971 ، بلغ معدل الاغتصاب 2.0 لكل 100 ألف شخص. بينما في عام 1995 ، كان 12.5. في عام 2009 ، بلغ 16.2. وفقًا لتقرير عام 2012 ، تحدث حوالي 75000 حالة اغتصاب كل عام.
وفقًا لمقال نُشر في عام 2014 ، فإن ما بين 5000 إلى 7000 حالة اغتصاب هي عمليات اغتصاب جماعي.

### الجريمة منظمة
يوجد في فرنسا جريمة منظمة من خلال جماعات ومنظمات معينة وتنتشر في مرسيليا وجرينوبل وباريس وليون.

### جرائم الفساد
في عام 2011 ، خلصت منظمة الشفافية الدولية في تقريرها السنوي لعام 2011 إلى أن فرنسا لا تفعل ما يكفي لوقف الفساد. أشار استطلاع TNS Sofres في أكتوبر 2011 إلى أن 72٪ من الجمهور الفرنسي لديهم تصور بأن السياسيين فاسدون.

## مناطق الجريمة في فرنسا

### المناطق الأمنية
في أغسطس 2012 ، أعلنت الحكومة الفرنسية عن إنشاء خمسة عشر «منطقة أمنية ذات أولوية» في محاولة لاستهداف بؤر الجريمة الساخنة. وسيتم حشد المزيد من رجال الشرطة وشرطة مكافحة الشغب والمحققين وأعضاء أجهزة المخابرات. كما تضع الخدمات الاجتماعية والهيئات التعليمية والجمعيات الخيرية موارد إضافية في المجالات المختارة.
تم اختيار منطقة نيوهوف في ستراسبورغ بسبب الحاجة إلى معالجة الجرائم العنيفة ، ويتم التركيز على مدينة شمبلي ، وازالريفية التاريخية إلى الشمال من باريس بسبب ارتفاع معدلات السطو وسرقة السيارات. تعتبر منطقة أميان الشمالية في منطقة السوم ومناطق سين سان دوني شمال باريس ، والتي شهدت أعمال شغب عنيفة في عام 2005 ، من المناطق ذات الأولوية بسبب انتشار تجارة المخدرات وتفشي السوق السوداء.

### باريس
الجريمة العنيفة غير شائعة نسبيًا في وسط المدينة. النشالين هم المشكلة الأكثر أهمية وهم عادة الأطفال الذين تقل أعمارهم عن 16 عامًا لأنه من الصعب مقاضاتهم. النشالين نشيطون للغاية على خط السكة الحديد من مطار شارل ديغول إلى وسط المدينة.
تنشر شرطة باريس كتيبًا بعنوان «باريس في أمان تام» يقدم نصائح عملية وأرقام هواتف مفيدة للزوار. في حالة الطوارئ ، سيؤدي الاتصال بالرقم 17 إلى توصيل المتصل بالشرطة. يمكنك أيضًا الاتصال برقم الاستجابة للطوارئ على مستوى أوروبا 112 للوصول إلى مشغل لأي نوع من خدمات الطوارئ (على غرار نظام 911 في الولايات المتحدة وكندا). قد يواجه المتحدثون غير الفرنسيين تأخيرًا أثناء وجود متحدث باللغة الإنجليزية.